# Sport motoristici

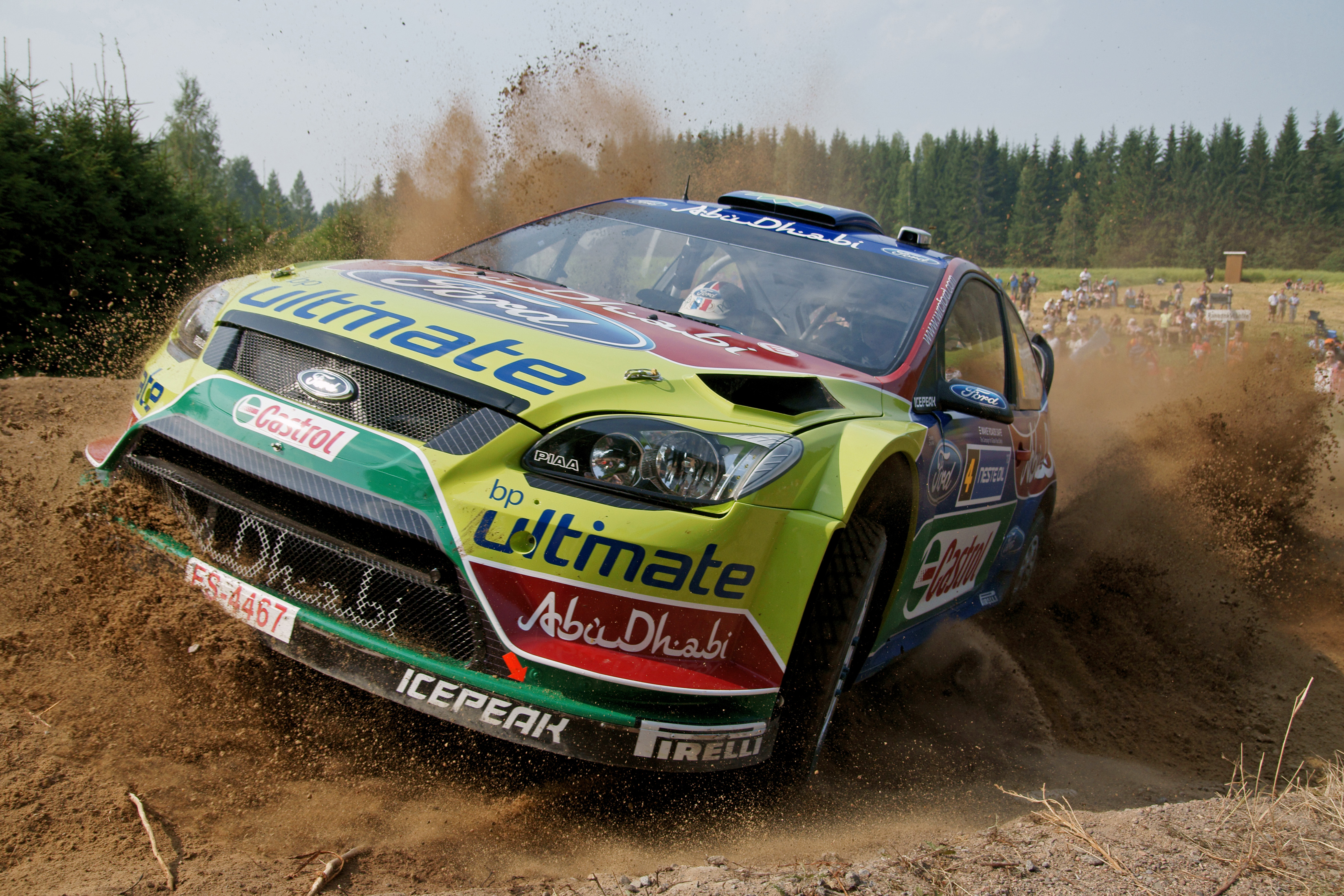
Jari-Matti Latvala al volante di una Ford Focus WRC al Rally di Finlandia nel 2010

Gli sport motoristici sono quel gruppo di sport che utilizzano veicoli a motore, dando vita a delle competizioni.

## Sport

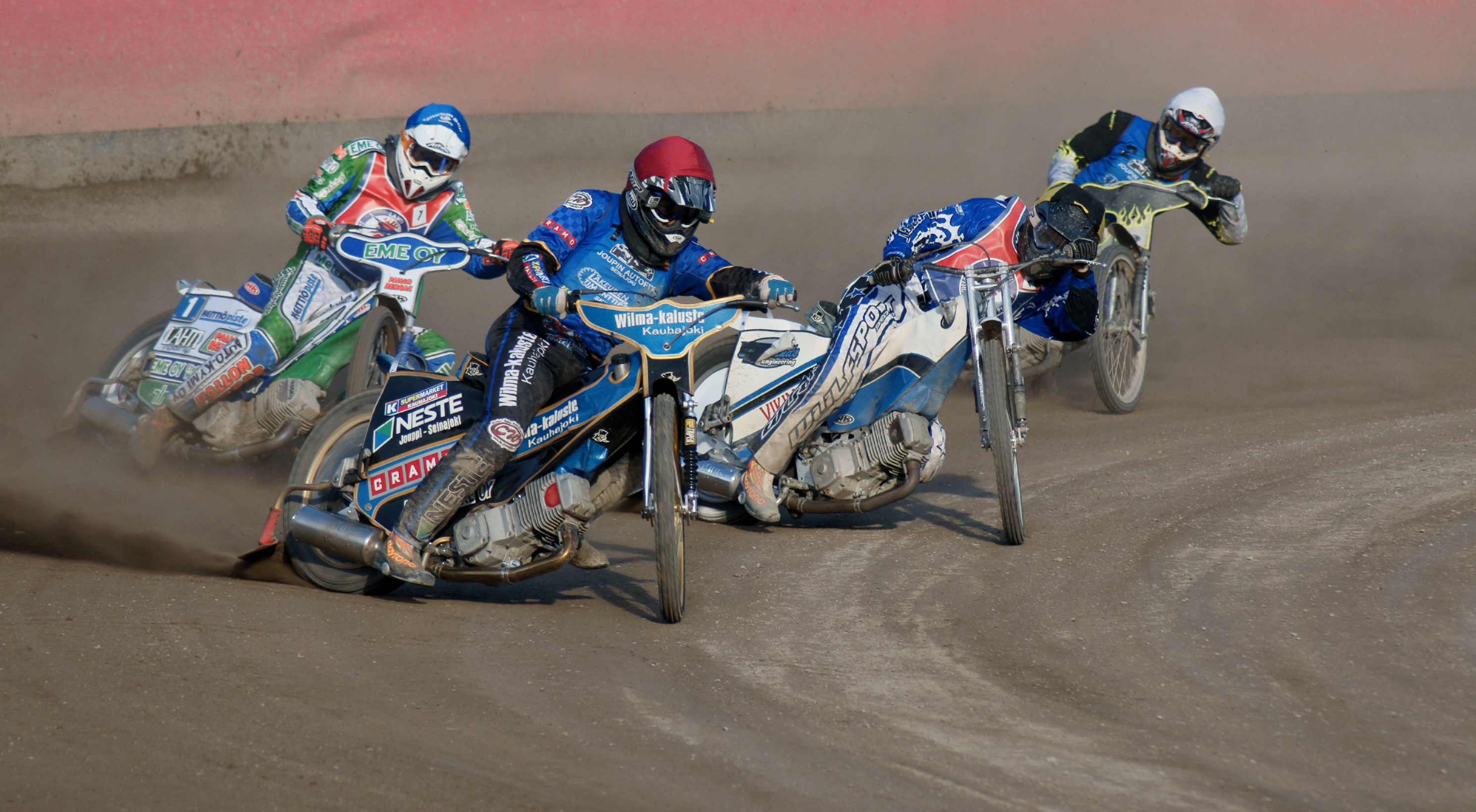
Una competizione di speedway

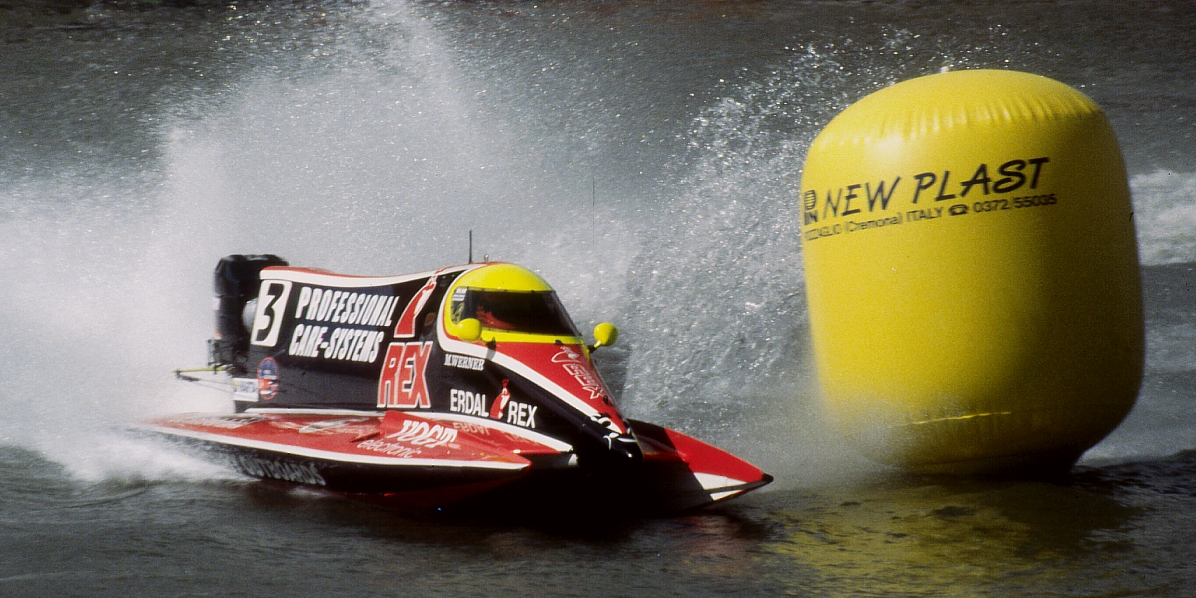
Una F1 di motonautica

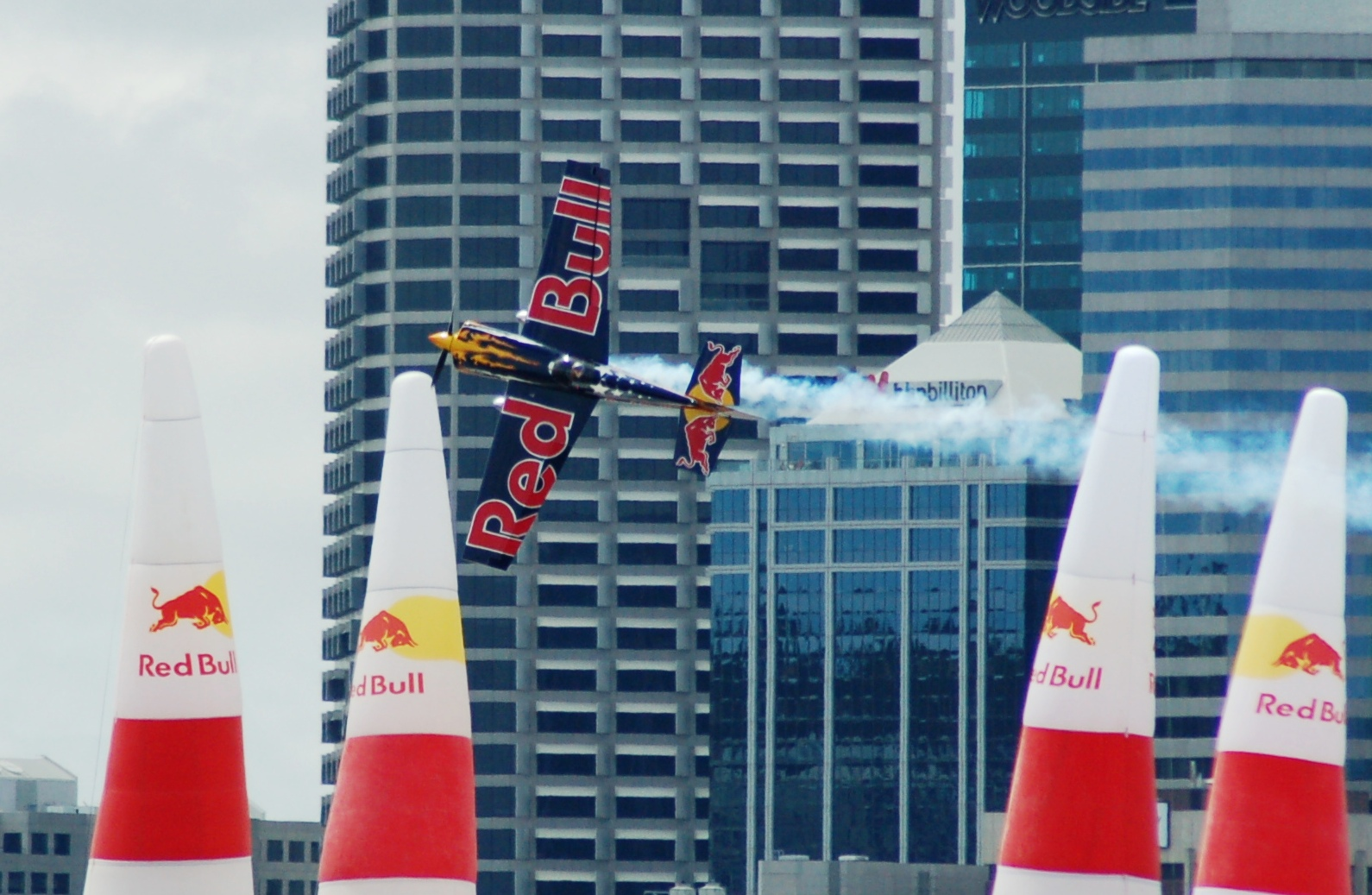
Competizione aeronautica.

Sostanzialmente gli sport motoristici appartengono alle seguenti categorie:
- Automobilismo, praticati con veicoli a 4 ruote
- Motociclismo, praticati con veicoli a 2 ruote
- Motonautica, praticati sull'acqua
- Sport dell'aria (a motore), praticati in cielo

## Olimpiadi
Il motociclismo è stato sport dimostrativo ai Giochi olimpici di Parigi 1900 e la motonautica a quelli di Londra 1908.